# Parc des expositions de Paris-Nord Villepinte
Parc des expositions de Paris-Nord Villepinte – centrum wystawiennicze i konferencyjne położone w miejscowości Villepinte, w północno-wschodniej części aglomeracji paryskiej. Centrum zostało otwarte w 1982, a jego całkowita powierzchnia wystawowa wynosi 246 000 m². W obiekcie znajduje się 9 hal wystawowych oraz 42 sale konferencyjne. Parc des expositions de Paris-Nord Villepinte jest największym centrum wystawienniczym we Francji, a szóstym pod względem wielkości w Europie.
Podczas Letnich Igrzysk Olimpijskich 2024 w budynku odbędą się konkurencje bokserskie oraz szermierka rozgrywana w ramach pięcioboju nowoczesnego.

## Komunikacja
W pobliżu Parc des expositions de Paris-Nord Villepinte przebiegają trasy komunikacyjne:
- Autostrada A1, autostrada A3, autostrada A86 oraz autostrada A104
- Linia RER B